# Ennis (Teksas)
Ennis – miasto w Stanach Zjednoczonych, w stanie Teksas, w hrabstwie Ellis. Jest jednym z najbardziej wysuniętych na południe przedmieść metropolii Dallas–Fort Worth. Według spisu w 2020 roku liczy ponad 20 tys. mieszkańców, w tym 46,1% to Latynosi i 15,2% to czarni lub Afroamerykanie.
Miasto zostało nazwane na cześć Corneliusa Ennisa, burmistrza Houston i dyrektora Houston and Texas Central Railroad, na której terenie powstało.